# جنوب روسيا

خريطة عامة لروسيا ، تُظهر جنوب روسيا بالألوان (المنطقة الفيدرالية الجنوبية باللون الأزرق ومنطقة شمال القوقاز الفيدرالية باللون الأحمر).

جنوب روسيا أو الجنوب الروسي ( (بالروسية: Юг России)‏ ، يوغ ROSSII) هي كلمة عامية تشير لجنوب روسيا الأوروبية ، التي تغطي عموما المنطقة الفيدرالية الجنوبية ومنطقة شمال القوقاز الفيدرالية.
المصطلح لا يتوافق مع أي مناطق رسمية في الاتحاد الروسي. حيث لم تستخدمة هذه التسمية رسميا في التقسيمات الادارية والجغرافية في روسيا والاتحاد السوفيتي فهي تعتبر غير رسمية.

## المجال العام
منذ تفكك الاتحاد السوفيتي في عام 1991، امتدت منطقة جنوب روسيا تقريبًا إلى مقاطعتين من المقاطعات الفيدرالية التسع في روسيا، والتي تحتوي على 13 كيانا فيديراليًا مجتمعين: 
| - منطقة فيدرالية جنوبية: - أديغيا - أوبلاست أستراخان - فولغوغراد أوبلاست - قلميقيا - كراسنودار كراي - روستوف أوبلاست | - منطقة شمال القوقاز الفيدرالية: - داغستان - إنغوشيتيا - قبردينو - بلقاريا - قراتشاي - تشيركيسيا - أوسيتيا الشمالية-ألانيا - كراي ستافروبول - الشيشان |